# Вылчин
Вылчин (болг. Вълчин) — село в Болгарии. Находится в Бургасской области, входит в общину Сунгурларе. Население составляет 369 человек.

## Политическая ситуация
В местном кметстве Вылчин, в состав которого входит Вылчин, должность кмета (старосты) исполняет Никола  Митев Ников (Болгарский земледельческий народный союз (БЗНС)) по результатам выборов.
Кмет (мэр) общины Сунгурларе — Георги Стефанов Кенов (Движение за права и свободы (ДПС)) по результатам выборов.